# Format de papier

Utilisation de l'ISO A4 (bleu) et de l'US-Letter (rouge).

Le format d’une feuille de papier rectangulaire est le couple formé par sa largeur et sa longueur. Ce format peut varier en fonction de l’usage de la feuille, de l’époque, et de la zone géographique. Certains de ces formats ont un nom : A4, raisin, letter, etc. Certains formats font l’objet d'une normalisation internationale (ISO) ou nationale (DIN, AFNOR, ANSI, etc.).
Pour les usages courants (création de brochures, dépliant, prospectus, etc.), notamment en bureautique, le format A4 (21 × 29,7 cm) est aujourd’hui très largement répandu dans le monde, à l’exception de l’Amérique du Nord, où le format le plus utilisé reste le format US Letter, soit 8 ¹⁄₂ × 11 pouces (21,6 × 27,9 cm).

## Formats normés

### Norme internationale: formats A, B et C
Ces formats sont conçus pour que les proportions de la feuille soient conservées lorsqu’on la plie ou la coupe en deux dans sa longueur, permettant ainsi le massicotage sans perte, la confection de livres par pliage, ainsi que l’assemblage, l’agrandissement et la réduction par un facteur deux. Le rapport entre longueur et largeur doit pour cela être égal à la racine carrée de deux, √2 soit environ 1,4142. Ces formats ne doivent donc pas être confondus avec les rectangles d'or, dont le rapport entre longueur et largeur est le nombre d'or {\displaystyle \left(\Phi ={\frac {1+{\sqrt {5}}}{2}}\approx 1{,}61803\right)}, qui est plus grand que √2.
Chacun de ces formats est désigné par un nom formé d’une lettre (A, B, C) suivie d’un chiffre. Ce chiffre indique le nombre de fois où le format de base a été divisé en deux : une division en moitiés d’une feuille A0 donne deux feuilles A1, dont la division par deux donne deux feuilles A2, etc. On notera cependant que la division successive du format supérieur en deux formats inférieurs n'est vraie qu'à 1 mm près dans la pratique pour certains formats. Par exemple : deux largeurs de A1 (2 × 594 mm = 1 188 mm) sont inférieurs d'un millimètre à la longueur d'un A0 (1 189 mm). Cela est le résultat de l'arrondi au millimètre près de dimensions qui s'expriment mathématiquement avec un nombre infini de décimales (la longueur étant un facteur de √2 qui est un nombre irrationnel). On prendra ainsi avec précaution les représentations schématiques ci-dessous, qui pourraient induire en erreur.
- Les formats A sont construits à partir du format A0, dont la surface est, par définition, de 1 m2. Les dimensions exactes du format A0 sont (en mètre) : {\displaystyle {\sqrt[{4}]{2}}} pour la longueur et {\displaystyle 1/{\sqrt[{4}]{2}}} pour la largeur, soit, arrondies au millimètre, 1 189 mm × 841 mm ; elles correspondent à un rectangle de proportion √2. Les formats les plus couramment utilisés sont le format A4, 210 mm × 297 mm, et son double, le format A3, 297 mm × 420 mm.
- Les formats B sont fondés sur le format B0 dont, par définition, la largeur est de 1 m et la longueur est de  √2 m, et dont le rapport longueur/largeur est donc également √2. Les aires de la série B ont un facteur de √2 avec les aires de la série A.
- Les formats C sont principalement utilisés pour les enveloppes. Les dimensions (et donc la surface) d’un format Cn sont, par définition, la moyenne géométrique des dimensions (et des surfaces) des formats An et Bn.

Cette norme est utilisée dans tous les pays du monde mais est moins répandue aux États-Unis et au Canada. Bien que la norme ISO ait été adoptée au Mexique, en Colombie, au Brésil et aux Philippines, le format US Letter y est encore très utilisé.
| format A | format A   | format A    | format A         | format B | format B    | format B    | format B         | format C | format C   | format C    | format C         |
| Taille   | mm × mm    | po x po     | Pixels à 300 ppp | Taille   | mm × mm     | po x po     | Pixels à 300 ppp | Taille   | mm × mm    | po x po     | Pixels à 300 ppp |
| -------- | ---------- | ----------- | ---------------- | -------- | ----------- | ----------- | ---------------- | -------- | ---------- | ----------- | ---------------- |
| A0       | 841 × 1189 | 33.1 × 46.8 | 9930 × 14040     | B0       | 1000 × 1414 | 39.4 × 55.7 | 11820 × 16710    | C0       | 917 × 1297 | 36.1 × 51.1 | 10830 × 15330    |
| A1       | 594 × 841  | 23.4 × 33.1 | 7020 × 9930      | B1       | 707 × 1000  | 27.8 × 39.4 | 8340 × 11820     | C1       | 648 × 917  | 25.5 × 36.1 | 7650 × 10830     |
| A2       | 420 × 594  | 16.5 × 23.4 | 4950 × 7020      | B2       | 500 × 707   | 19.7 × 27.8 | 5910 × 8340      | C2       | 458 × 648  | 18.0 × 25.5 | 5400 × 7650      |
| A3       | 297 × 420  | 11.7 × 16.5 | 3510 × 4950      | B3       | 353 × 500   | 13.9 × 19.7 | 4170 × 5910      | C3       | 324 × 458  | 12.8 × 18.0 | 3840 × 5400      |
| A4       | 210 × 297  | 8.27 × 11.7 | 2481 × 3510      | B4       | 250 × 353   | 9.84 × 13.9 | 2952 × 4170      | C4       | 229 × 324  | 9.02 × 12.8 | 2706 × 3840      |
| A5       | 148 × 210  | 5.83 × 8.27 | 1749 × 2481      | B5       | 176 × 250   | 6.93 × 9.84 | 2079 × 2952      | C5       | 162 × 229  | 6.38 × 9.02 | 1914 × 2706      |
| A6       | 105 × 148  | 4.13 × 5.83 | 1239 × 1749      | B6       | 125 × 176   | 4.92 × 6.93 | 1476 × 2079      | C6       | 114 × 162  | 4.49 × 6.38 | 1347 × 1914      |
| A7       | 74 × 105   | 2.91 × 4.13 | 873 × 1239       | B7       | 88 × 125    | 3.46 × 4.92 | 1038 × 1476      | C7       | 81 × 114   | 3.19 × 4.49 | 957 × 1347       |
| A8       | 52 × 74    | 2.05 × 2.91 | 615 × 873        | B8       | 62 × 88     | 2.44 × 3.46 | 732 × 1038       | C8       | 57 × 81    | 2.24 × 3.19 | 672 × 957        |
| A9       | 37 × 52    | 1.46 × 2.05 | 438 × 615        | B9       | 44 × 62     | 1.73 × 2.44 | 519 × 732        | C9       | 40 × 57    | 1.57 × 2.24 | 471 × 672        |
| A10      | 26 × 37    | 1.02 × 1.46 | 306 × 438        | B10      | 31 × 44     | 1.22 × 1.73 | 366 × 519        | C10      | 28 × 40    | 1.10 × 1.57 | 330 × 471        |

### Formats normés français

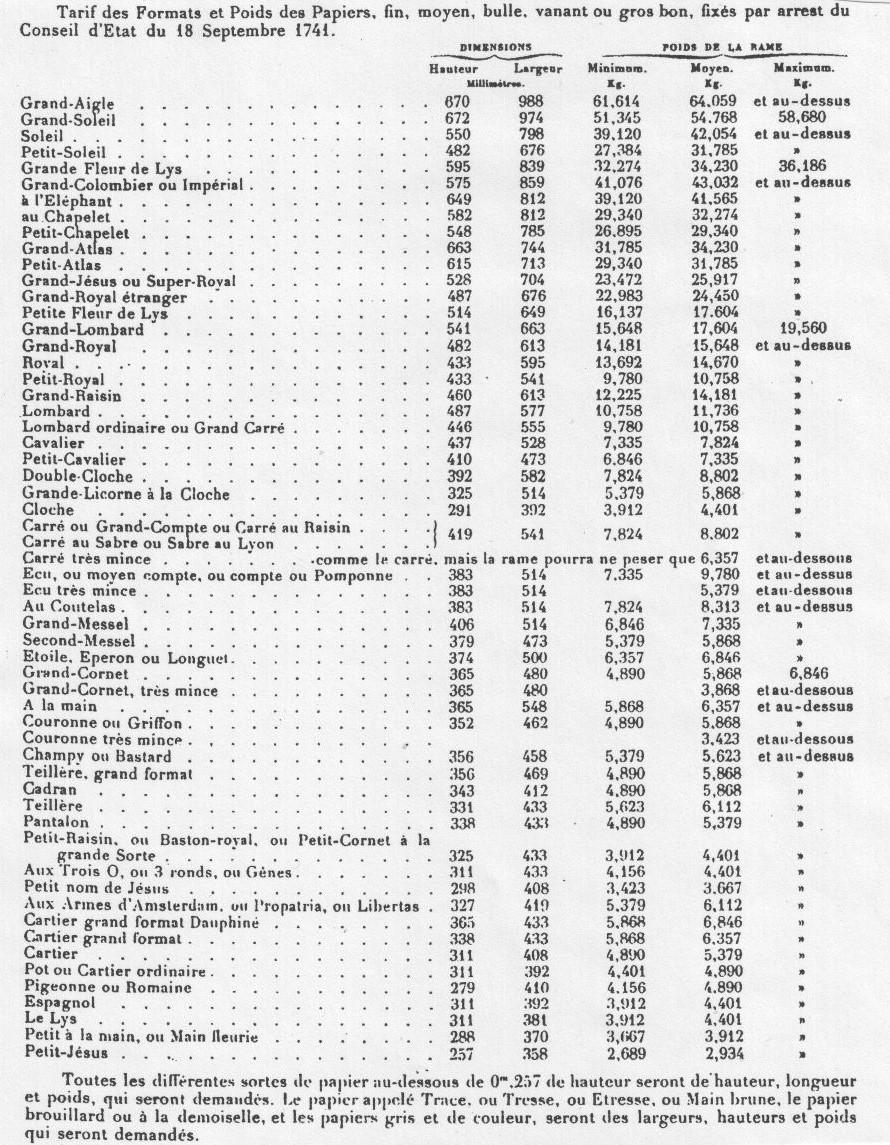
Liste des formats et poids des papiers par Charles-Moïse Briquet avant normalisation par l'AFNOR, Dictionnaire historique des filigranes, 1903.

Ces formats sont normalisés par l’AFNOR. Leurs noms sont hérités des filigranes qu’ils portaient quand ces papiers étaient fabriqués à la main,,, ce qui reste le cas pour certains papiers d’art. Ces formats existent généralement en double et dans ce cas, la petite dimension est multipliée par deux, ou en quadruple et alors les deux dimensions sont multipliées par deux.
| Dénomination                 | Format (en cm)                           | Usage |
| ---------------------------- | ---------------------------------------- | --- |
| Cloche                       | 30 × 40                                  | |
| Pot ou écolier               | 31 × 40                                  | |
| Tellière                     | 34 × 44                                  | Ancienne administration française |
| Couronne écriture            | 36 × 46                                  | |
| Couronne édition             | 37 × 47                                  | |
| Roberto                      | 39 × 50                                  | Dessin anatomique |
| Écu                          | 40 × 52                                  | |
| Coquille                     | 44 × 56                                  | la surface du Coquille équivaut à 1% près à celle du format A2 de la norme internationale                                                                                        |
| Carré                        | 45 × 56                                  | |
| Cavalier                     | 46 × 62,                                 | En presse, le cavalier est un format publicitaire de papier de couverture qui recouvre en partie et modifie ou non l'apparence de la une du titre d'un journal ou d'un magazine. |
| Quart-raisin                 | 25 x 32,5                                | Le quart-raisin a été longtemps celui des « pochettes Canson », un papier à dessin de base en usage scolaire.                                                                    |
| Demi-raisin                  | 32,5 × 50                                | Dessin |
| Raisin                       | 50 × 65                                  | Dessin |
| Double raisin                | 65 × 100                                 | |
| Grappe de raisin (8 raisins) | 400 × 260                                | |
| Jésus                        | 56 × 76                                  | Atlas des sentiers et chemins vicinaux |
| Soleil                       | 60 × 80                                  | |
| Colombier affiche            | 60 × 80                                  | |
| Colombier commercial         | 63 × 90                                  | |
| Petit Aigle                  | 70 × 94                                  | Format adapté aux cartes et plans. |
| Grand Aigle                  | 75 × 106 ou 75 × 105 ou parfois 75 × 110 | Plans cadastraux primitifs (cadastre napoléonien)… en dimensions 75 x 105 cm en France.                                                                                          |
| Grand Monde                  | 90 x 126                                 | |
| Univers                      | 100 × 130                                | |

### Formats normés américains
Le format de papier américain est dérivé de formats de papier traditionnels et est officiellement utilisé aux États-Unis, au Canada ainsi qu’au Mexique.
Au Canada, le format de papier américain est le standard utilisé de facto, même si officiellement le gouvernement canadien utilise une combinaison de formats de papier ISO et de la norme CAN 2-9.60M « Formats de papier pour la correspondance » (Paper sizes for correspondance) qui spécifie les formats P1 à P6, qui sont identiques à des formats de papier américains arrondis au demi-centimètre le plus proche.
Dans le tableau ci-dessous, les formats Letter (« Lettre », « LTR » ou « 8½ par 11 ») (le plus près du ISO A4), Legal (« Légal » ou « 8 ½ par 14 ») et Ledger (« 11 par 17 ») sont les plus couramment utilisés.

Tableau des tailles illustrant les tailles ANSI, superposé sur une feuille «ANSI E».

| Nom                       | Format en pouces | Format en mm | Ratio longueur/largeur |
| ------------------------- | ---------------- | ------------ | ---------------------- |
| Junior Legal              | 5 × 8            | 127 × 203    | 1,6                    |
| Half Letter               | 5½ × 8½          | 140 × 216    | 1,5428                 |
| Quarto                    | 10 × 8           | 254 × 203    | 1,25                   |
| Foolscap folio            | 13 × 8           | 330 × 203    | 1,625                  |
| Executive                 | 10½ × 7¼         | 267 × 184    | 1,4483                 |
| Government-Letter         | 10½ × 8          | 267 × 203    | 1,3125                 |
| Letter                    | 11 × 8½          | 279 × 216    | 1,2941                 |
|                           |                  |              |                        |
| Government Legal          | 13 × 8½          | 330 × 216    | 1,5295                 |
| Legal                     | 14 × 8½          | 356 × 216    | 1,6471                 |
| Ledger, Tabloïd, Registre | 17 × 11          | 432 × 279    | 1,5455                 |
| Post                      | 19¼ × 15½        | 489 × 394    | 1,2419                 |
| Crown                     | 20 × 15          | 578 × 381    | 1,3333                 |
| Large Post                | 21 × 16½         | 533,4 × 419  | 1,2727                 |
| Demy                      | 22½ × 17½        | 572 × 445    | 1,2857                 |
| Double Demy               | 35 × 22½         | 889 × 572    | 1,5556                 |
| Quad Demy                 | 45 × 35          | 1 143 × 889  | 1,2857                 |
| Medium                    | 23 × 18          | 584 × 457    | 1,2778                 |
| Royal                     | 25 × 20          | 635 × 508    | 1,25                   |
| Elephant                  | 28 × 23          | 711 × 584    | 1,2174                 |
| STMT                      | 8½ × 5½          | 216 × 140    | 1,5455                 |
| A                         | 11 × 8½          | 279 × 216    | 1,2941                 |
| B                         | 17 × 11          | 432 × 279    | 1,5455                 |
| C                         | 22 × 17          | 559 × 432    | 1,2941                 |
| D                         | 34 × 22          | 864 × 559    | 1,5455                 |
| E                         | 44 × 34          | 1 118 × 864  | 1,2941                 |

#### Format amériques en Amérique latine
Le format de papier connu dans les Amériques sous le nom de « format amériques » comprend les formats lettre, officiel, légal, demi-lettre, tabloïd ; il est utilisé dans plusieurs pays d'Amérique latine.
| Dénomination | Nom         | Format en pouces | Format en mm  | Ratio longueur/largeur |
| ------------ | ----------- | ---------------- | ------------- | ---------------------- |
| Lettre       | Carta       | 8½ × 11          | 216 × 279     | 1:1.2916               |
| Officiel     | Oficio      | 8½ × 13          | 216 × 330     | 1:1.5278               |
| Légal        | Legal       | 8½ × 14          | 216 × 356     | 1:1.6481               |
| Demi-lettre  | Media carta | 8½ × 5½          | 216 × 140     | 1:1.5428               |
| Tabloïd      | Tabloide    | 11 × 17          | 279.4 × 431.8 | 1:1.5455               |

#### Formats architecturaux

Formats architecturaux.

Il existe également des normes de format pour les plans architecturaux.
| Nom     | Format en pouces | Format en mm | Ratio longueur/largeur |
| ------- | ---------------- | ------------ | ---------------------- |
| Arch A  | 9 × 12           | 229 × 305    | 4/3                    |
| Arch B  | 12 × 18          | 305 × 457    | 3/2                    |
| Arch C  | 18 × 24          | 457 × 610    | 4/3                    |
| Arch D  | 24 × 36          | 610 × 914    | 3/2                    |
| Arch E  | 36 × 48          | 914 × 1219   | 4/3                    |
| Arch E1 | 30 × 42          | 762 × 1067   | 7/5                    |
| Arch E2 | 26 x 38          | 660 x 965    | 19/13                  |
| Arch E3 | 27 x 39          | 686 x 991    | 13/9                   |

## Autres formats normés

### Norme internationale Format ID
Le format ID-X définit quatre formats pour des cartes d'identité ou d'identification : ID-1, ID-2, ID-3 et ID-000.

### Formats normés japonais (JIS P 0138)
La norme JIS P 0138 définit deux branches principales pour les formats de papier. La série A-JIS est identique à l'ISO de type A, mais avec une plus grande tolérance de découpe. La série B-JIS a un rapport de 1,22 avec la série A au lieu d'un facteur de √2. Les aires de la série B-JIS ont un facteur de 1,5 avec les aires de la série A. Les formats de papier de type A et B-JIS sont tout aussi courants l'un et l'autre au Japon, à Taiwan ainsi qu'en Chine, et la plupart des copieurs sont chargés avec des BAC A4 ainsi que A3, B4 et B5.
Il faut ajouter à cela les formats traditionnels, qui sont majoritairement utilisés en imprimerie. Les formats traditionnels les plus communs sont les vieilles séries Shiroku-ban et Kiku.
| Format | Série B-JIS | Shiroku ban | Kiku      |
| Taille | mm × mm     | mm × mm     | mm × mm   |
| ------ | ----------- | ----------- | --------- |
| 0      | 1030 × 1456 |             |           |
| 1      | 728 × 1030  |             |           |
| 2      | 515 × 728   |             |           |
| 3      | 364 × 515   |             |           |
| 4      | 257 × 364   | 264 × 379   | 227 × 306 |
| 5      | 182 × 257   | 189 × 262   | 151 × 227 |
| 6      | 128 × 182   | 127 × 188   |           |
| 7      | 91 × 128    |             |           |
| 8      | 64 × 91     |             |           |
| 9      | 45 × 64     |             |           |
| 10     | 32 × 45     |             |           |
| 11     | 22 × 32     |             |           |
| 12     | 16 × 22     |             |           |

## Formats non normalisés

### Bureautique
Les fabricants d’imprimantes proposent, dans leurs modèles grand format, un format « A3+ » aux dimensions légèrement supérieures à celles du format A3. Ce format non normalisé, le plus souvent de dimensions 329 ou 330 × 483 mm permet d’obtenir une impression A3 « franc bord » ou à fonds perdus, c’est-à-dire laissant une marge pour les traits de coupe. Toutefois, il n'existe pas de norme réelle quant à ce format. Ainsi, il n'est pas rare de voir différents formats sous l'appellation A3+, allant de 304,8 mm × 457,2 mm à 330 mm × 483 mm.
Pour la même raison, ce même format est appelé « Super B » dans les formats américains, car variant de 12 x 18 à 13 × 19 pouces, il permet l’impression d’un B : 11 × 17 pouces avec des marges de 1 pouce.
Toujours pour coller au mieux aux largeurs d’imprimantes sur le marché, on peut aussi rencontrer un format 17 × 25 pouces soit 432 × 635 mm parfois appelé « A2+ ».
Dans la plupart des imprimantes ou copieurs professionnels, les formats dits « B » sont en fait des formats JB (format B japonais).

### Imprimerie
Les formats standards proposés par les fabricants de papier pour les imprimeurs sont :
- 32 × 45 cm
- 45 × 64 cm
- 52 × 74 cm
- 58 × 78 cm
- 63 × 88 cm
- 64 × 88 cm
- 65 × 70 cm
- 65 × 92 cm
- 70 × 100 cm
- 70 × 102 cm
- 72 × 102 cm
- 88 × 128 cm
- 100 × 140 cm
- 120 × 160 cm
- 160 × 180 cm

Les formats 45 × 64, 52 × 74 et 70 × 102 cm sont les plus répandus et correspondent aux formats les plus courants des machines d’imprimerie. Les formats allant de 63 × 88 à 72 × 102 cm servent aux machines dites « 16 pages » (toujours exprimé en A4), les formats 45 × 64 à 52 × 74 servent, plus généralement aux machines dites « 8 pages ». Les formats intermédiaires tels que le 58 × 78 ou le 65 × 70 cm sont plus généralement utilisés pour la réalisation de produits spécifiques.
Dans l’imprimerie numérique, on peut rencontrer aussi le format SRA3 (pour « Supplementary raw A ») qui permet lui aussi d’imprimer un A3 à bords francs. Ces dimensions sont 320 × 450 mm, ce qui a la particularité de correspondre à la moitié du 450 × 640 mm, format de papier utilisé par les papetiers professionnels.

### Cartes de visite
Le format traditionnel des cartes de visite, appelé « format 30 » ou « format postal », est 126 × 80 mm.
Le format le plus couramment utilisé aujourd’hui est 85 × 54 mm, format approximatif des cartes bancaires (86 × 54 mm).
En comparaison, le format des cartes de visite nord-américaines diffère légèrement en raison de l’utilisation des mesures impériales. Il s’établit à 3 ¹⁄₂ × 2 pouces (ou 89 × 51 mm).

### Autres formats
Il existe de nombreux formats qui n'ont pas forcément de nom ou de standard et qui pourtant ont leur utilité.
| Dimensions (l x L) | Utilité                                                                                        |
| ------------------ | ---------------------------------------------------------------------------------------------- |
| 1,5 × 2,2 cm       | Timbre standard (Marianne)                                                                     |
| 3,5 × 4,5 cm       | Photo d'identité                                                                               |
| 10 × 15 cm         | Format carte postale (parfois en taille A6)                                                    |
| 24 × 32 cm         | Papier cartonné pour dessin et taille standard des cahiers permettant le collage de feuille A4 |